# 설문해자

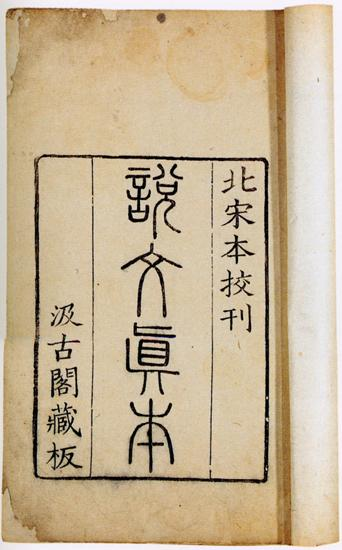

《설문해자》(說文解字)는 중국의 가장 오랜 자전(字典)으로, 중국 후한의 경학자(經學者)로 알려진 허신(許愼)이 필생의 노력을 기울여 저술한 책으로 알려져 있다. 허신은 유가의 고전에 정통하였다고 전해지면서 고전학자 가규(賈逵)에 사사했다는 과거에 주목하기도 한다. 내용을 보면 무려 1만여 자에 달하는 한자 하나하나에 대해, 본래의 글자 모양과 뜻, 발음을 종합적으로 해설한 책이다.

## 특징
한자를 처음 만들어질 때의 뜻과 모양 그리고 독음(讀音)에 대해 종합적으로 해설한 중국 최초의 자전(字典)으로 널리 알려져 있기 때문에 이 책은 한자의 자형(字形)을 연구하는 문자학(文字學), 자음(字音)을 연구하는 성운학(聲韻學), 자의(字義)를 연구하는 훈고학(訓詁學), 그리고 유가(儒家)의 경전(經傳)을 연구하는 경학(經學) 등의 분야에서 필독서로 손꼽히고 있다.
중국학 연구의 정수라고 일컫는 학자가 있을 만큼 중국의 전통적인 학문 분야에서 연구되는 고전으로 특히 중국어학(中國語學) 분야에서는 경전(經典)으로 꼽힐 정도로 그 가치를 인정받고 있는 책이다.
예를 들면 한자 휴(休)는 두 한자를 합해 만든 회의자(會意字)인데 ‘人’과 ‘木’을 합해 ‘쉬다’는 뜻으로 《설문해자》는 사람이 나무에 의지해 쉬고 있다고 풀이한다. 곧 사람이 나무 아래에서 쉰다는 뜻이다.
견(犬)의 옛글자를 보면 홀쭉한 배와 긴 다리인데 《설문해자》에서는 다리가 긴 개를 '犬'이라고 했다.
곡(谷)은 윗부분의 빗금은 물줄기가 흘러 내려오는 모습을 나타냈고, 아랫부분은 계곡의 입구를 표현했는데 《설문해자》에서는 ‘곡(谷)’을 샘물이 나와 천(川)과 합쳐져 만들어진 골짜기를 뜻하고 (윗부분에) 水가 절반만 보이는데, ‘구멍에서 물이 나온다는 뜻이다.’ 라고 풀이했다.
이밖에 《설문해자》에 보면 철(鐵)은 흑금(黑金)이라 하고 철(鐵)자의 故字(고자)를「철(銕)」라고 했다. 이를 직역하면 곧「夷(이)의 쇠(金)」이라는 뜻으로 쇠는 이(夷)에서 비롯되었음을 알 수 있다. 이(夷)는 ‘쇠붙이를 처음 만들었다’고 하여 쇠 금(鐵)의 고어에 사용된 것으로 보고 있다.
이렇듯이 허신은 『설문해자통석(說文解字通釋)』을 통하여 글자마다 자세한 풀이를 해주고 있다.

## 같이 보기
- 강희자전
- 육서
- 이아